# Fritziana
Fritziana Mello-Leitão, 1937 è un genere di anfibi della famiglia Hemiphractidae.

## Distribuzione e habitat
Il genere è presente sulle montagne e nelle adiacenti pianure costiere del Brasile sudorientale.

## Tassonomia
Il genere include le seguenti specie:
- Fritziana fissilis  (Miranda-Ribeiro, 1920)
- Fritziana goeldii  (Boulenger, 1895)
- Fritziana izecksohni  Folly, Hepp, and Carvalho-e-Silva, 2018
- Fritziana mitus  Walker, Wachlevski, Nogueira da Costa, Nogueira-Costa, Garcia, and Haddad, 2018
- Fritziana ohausi  (Wandolleck, 1907)
- Fritziana tonimi  Walker, Gasparini, and Haddad, 2016
- Fritziana ulei (Miranda-Ribeiro, 1926)